# Inner Voice
Inner Voice is het vierde muziekalbum van Noorse band Ruphus. Het originele album is alleen in Noorwegen via Polygram en Duitsland via Brain Metronome uitgebracht. Brain Metronome is al jaren failliet. Op dit album weerklinkt grotendeels instrumentale muziek, die een kruising is tussen jazzrock en progressieve rock. De albums van Ruphus zijn al jaren niet meer te krijgen en zo nu en dan verschijnt een album op compact disc op een obscuur Noors platenlabel. De cd-versie van het album kwam uit november of december 2007; het label Panorama Records heeft namelijk geen afspraken voor het uitbrengen van cd’s buiten Noorwegen.

## Musici
- Thor Bendiksen – drums
- Sylvi Lillegaard – zang;
- Kjell Larsen – gitaar;
- Asle Nilsen – basgitaar
- Jan Simonsen – toetsen

## Composities
1. Inner Voice (Larsen)(4:07)
2. Come into view (Larsen,Bendiksen)(6:45)
3. No deal (Larsen,Lillegaard)(7:11)
4. Too late (Nilsen,Lillegaard,Bendiksen) (LP omdraaien)(5:16)
5. Within the walls (Larsen,Lillegaard)(6:26)
6. Left behind (Simonsen,Lillegaard,Bendiksen)(6:10)
7. Second Chance (Håkon Graf)(6:39)(live)(bonus)
8. No deal (7:45)(live)(bonus)

Als medewerkende aan dit album is het bekendst de producer Terje Rypdal, normaliter zelf gitarist binnen het jazzrockgenre; al jaren brengt hij zijn albums uit via ECM Records. Het album is opgenomen in de Rosenborg Studio in Oslo. De Live-titels komen uit de Grugahallen te Essen van een concert van 26 februari 1977.
No Deal (met Left behind) heeft ooit het stadium van promosingle gehaald. Håkon Graf is een ex-lid van de band.